# ClearSpace-1
La missione ClearSpace-1 (precedentemente CleanSpace One), il cui lancio è stato pianificato per il 2025, dispiegherà un satellite dimostrativo sviluppato per la prima volta dalla Scuola politecnica federale di Losanna (EPFL). Ha lo scopo di testare le tecnologie per il rendezvous, la cattura e il rientro dei satelliti a fine vita e la spazzatura spaziale. Il rientro distruttivo eliminerà sia i satelliti catturati che lo stesso ClearSpace-1.

## Progetto EPFL
Il progetto iniziale includeva un artiglio per afferrare i satelliti. Tuttavia, dopo la collaborazione con gli studenti della Haute École spécialisée de Suisse occidentale di Ginevra, gli ingegneri hanno concluso che una rete che collassa sui satelliti era il sistema di raccolta più agile e affidabile.
Per ottenere il riconoscimento visivo dei satelliti, l'organizzazione prevede di utilizzare telecamere con una gamma dinamica elevata (per gestire una gamma elevata di riflettività) ed elaborare le immagini in tempo reale.
Un progetto successivo ha utilizzato una rete pieghevole che si allinea e poi collassa su un satellite per dimostrare il concetto. La sonda dovrebbe raccogliere i satelliti SwissCube che hanno esaurito la loro durata utile.

## Spinoff e missione ESA
L'EPFL ha scorporato la missione CleanSpace One in una società privata chiamata ClearSpace SA fondata all'inizio del 2018. Nel 2019, questa azienda ha vinto una gara per un contratto per il programma di sicurezza spaziale dell'Agenzia spaziale europea nell'ambito del progetto ADRIOS (Active Debris Removal / In-Orbit Servicing). Il progetto si focalizzerà al Vega Secondary Payload Adapter del volo Vega VV02 del 2013 per il rientro satellitare. Il contratto di missione, del valore di 86 milioni di euro, è stato firmato nel novembre 2020 per un lancio previsto nel 2025.